# Eka Marga
Eka Marga is een bestuurslaag in het regentschap Lubuklinggau van de provincie Zuid-Sumatra, Indonesië. Eka Marga telt 2289 inwoners (volkstelling 2010).